# Tianna Sansbury
Tianna Sansbury (* 1992 in Maitland, New South Wales, Australien) ist eine australische Schauspielerin.
Sie war zunächst nur für eine kleine Nebenrolle im Film Long Walk Home vorgesehen, bekam jedoch kurz vor Drehbeginn die Rolle der Daisy Craig, die Regisseur Phillip Noyce kurzfristig neu besetzen musste.